# السلماني الغربي
السلماني الغربي من المناطق الحديثة نسبيا في بنغازي، ليبيا ومن أكثرها كثافة سكانية.
القطاع الأكبر منها كان عبارة عن مياه تم ردمها وإنشاء مساكن عليها من قبل المواطنين في مطلع الخمسينيات . أهم معالم السلماني الغربي مستشفى الجلاء لطب وجراحة الحوادث، وكذلك نادي النجمة الرياضي والسوق المجمع ومجمع عيادات الأسنان الجديد والمسرح الوطني, إضافة إلى حديقة الشعب التي تعتبر مشروعا قيد الإنشاء. كانت هناك سبخة مشهورة شمال هذه المنطقة تسمى بسبخة السلماني، قبل السبعينات كانت مقامة عليها مساكن شعبية هُدمت وأقيم فوقها حديقة الشعب.
من أهم مساجدها: مسجد الشامي (سهل بن سعد حاليا), مسجد السوسي، مسجد الفتح، مسجد بوشحيمة.